# سارکش
سارکُش یا استارلیسید (به انگلیسی: Starlicide) یک ترکیب شیمیایی با شناسه پاب‌کم ۷۲۵۵ است. شکل ظاهری این ترکیب، مایع زرد و قهوه‌ای است.